# Moulin de Valmy
Le Moulin de Valmy est un moulin sur pivot à Valmy, dans la Marne. Un moulin à vent qui se trouvait sur le site en 1634 fut incendié lors de la bataille de Valmy en 1792. Son remplaçant fut démoli en 1831. Un moulin fut déplacé d'Attiches, dans le Nord, en 1947. Il a été détruit par la tempête Lothar en 1999, puis a été reconstruit en 2005.

## Histoire

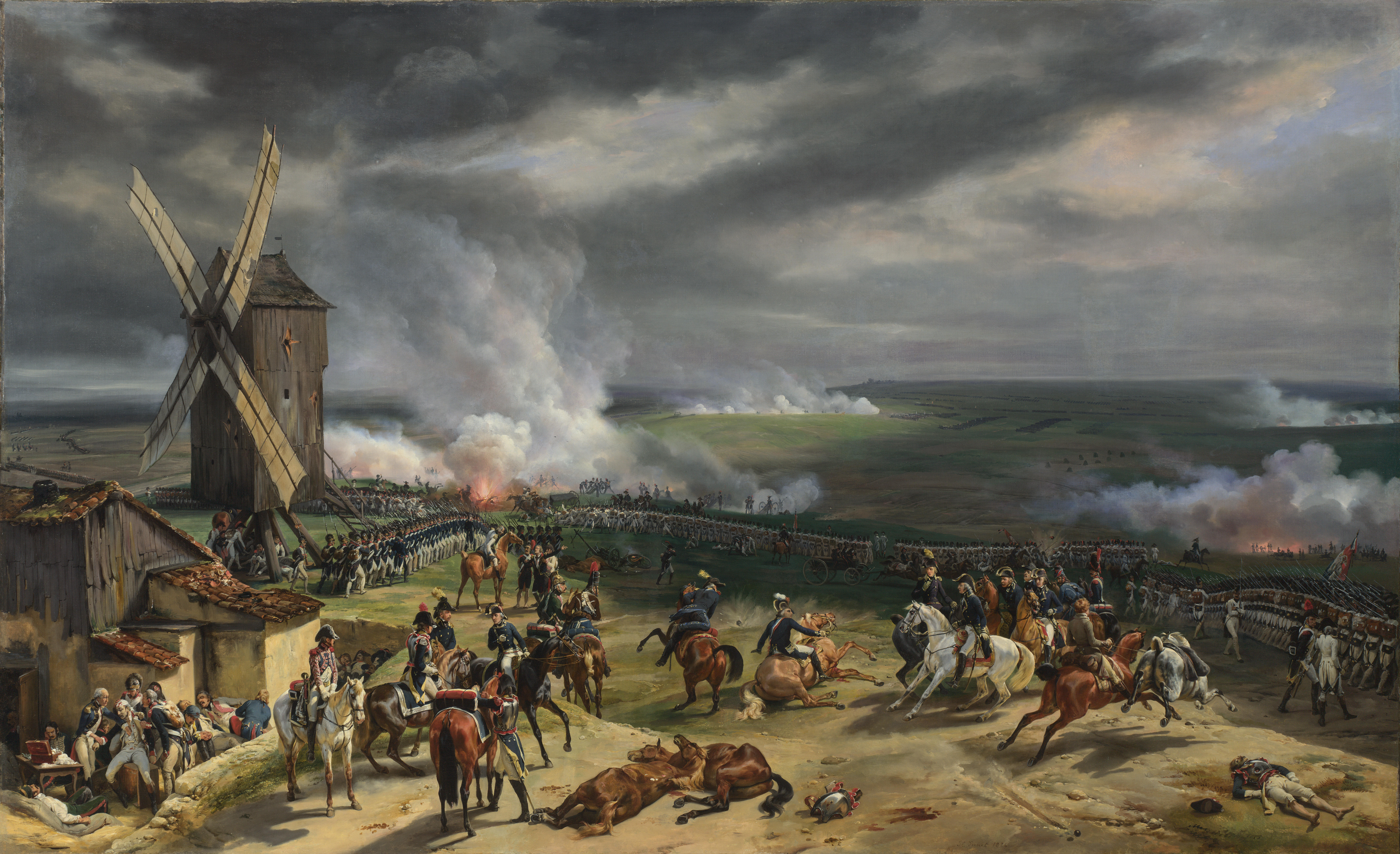
La Bataille de Valmy, 1792, peinte par Horace Vernet en 1826.

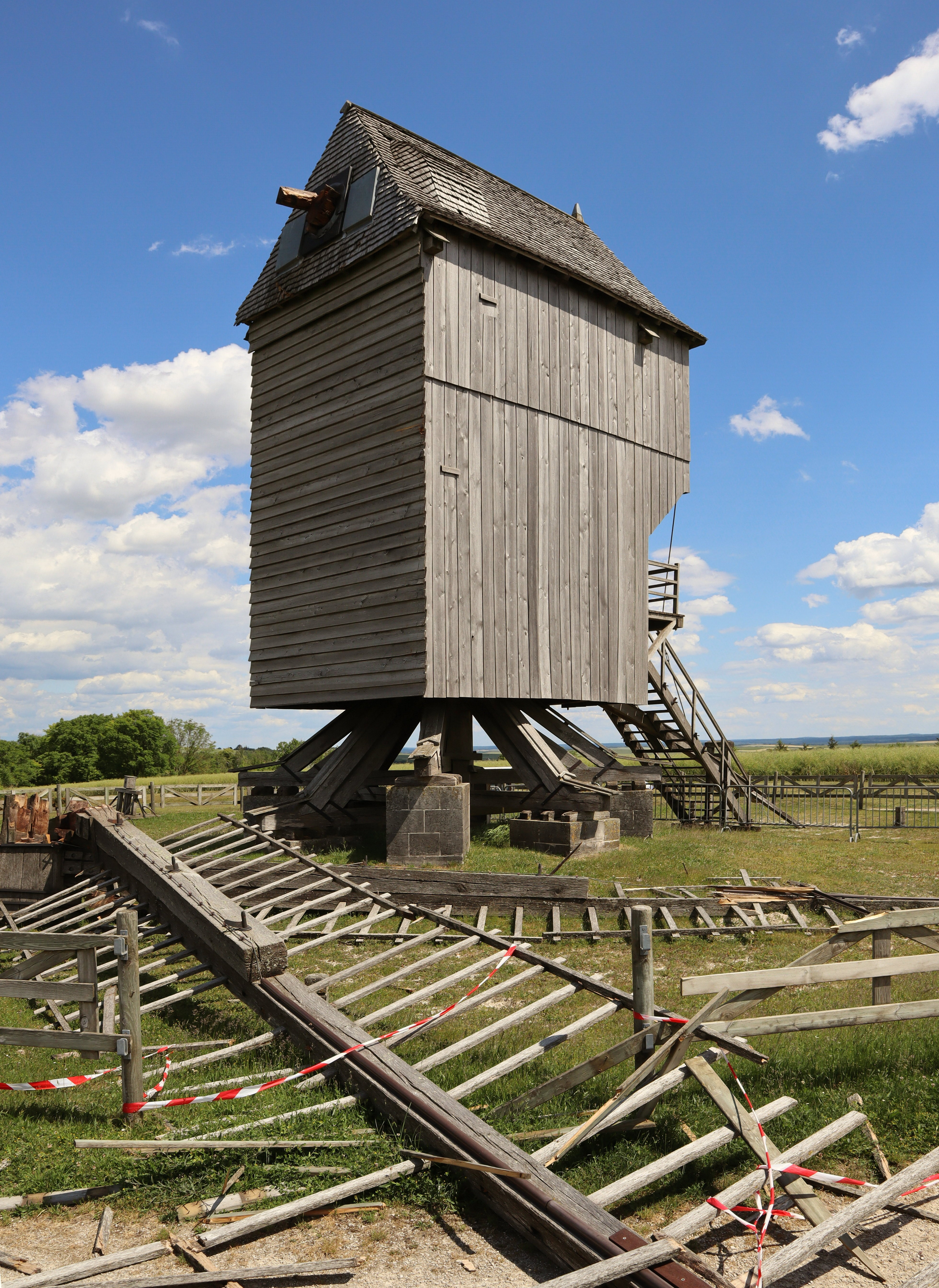
Le moulin fortement endommagé après une tempête en mai 2022.

La première mention d'un moulin à vent à Valmy remonte à 1634. En 1762, le meunier Jean-Baptiste Portelot est également maire de Valmy. Il meurt en 1776 et le moulin passe à son fils Jean-Antoine Blot, qui le confie au cousin de Portelot, Nicolas Thomas, qui était meunier lors de la bataille de Valmy en 1792. Le moulin fut incendié le jour de la bataille, le 20 septembre 1792, sur ordre du général François Kellermann car il servait de point de visée pour l'artillerie prussienne.
Après de nombreuses disputes, le moulin fut reconstruit. On ne sait pas exactement quand, mais c'est le 10 pluviôse an VII (29 janvier 1799) que Thomas vend le moulin à Jacques Dannequin. Ses fils vendirent le moulin à Edmond Nollet-Thièrry vers 1823. En raison de la concurrence des moulins à eau locaux, le moulin fut démoli par la famille Thièry en 1831.
En 1939, il fut décidé de reconstruire le moulin et une souscription publique fut ouverte à cet effet. Des fonds suffisants avaient été collectés au moment où la Seconde Guerre mondiale éclata en septembre 1939. Un moulin d'Attiches (Nord) est racheté et transféré à Valmy. Le moulin fut officiellement inauguré en septembre 1947. Le 10 mai 1989, le moulin est classé monument historique,. Une restauration du moulin a été réalisée en 1998 pour un coût de 1 200 000 francs. Le 26 décembre 1999, il a été détruit par la tempête Lothar. Il fut décidé que le moulin serait reconstruit. La première pierre a été posée le 16 septembre 2004 et le moulin reconstruit a été inauguré le 20 septembre 2005. La restauration a coûté 380 000 €.

## Description

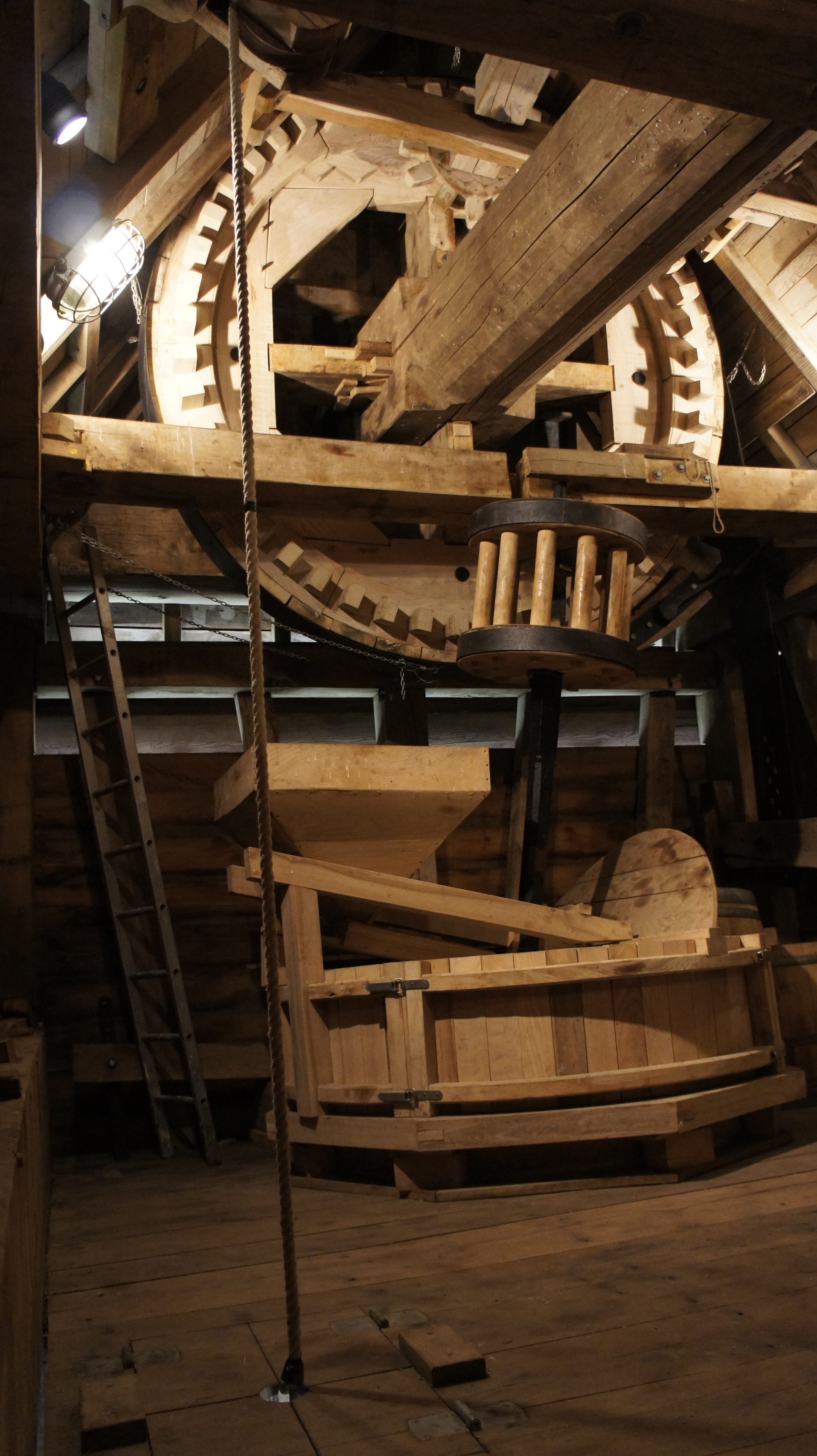
À l'intérieur du moulin.

Le Moulin de Valmy est un moulin sur pivot. Il possède quatre ailes portées sur un arbre en bois. Il y a deux paires de meules, disposées de part et d'autre de l'axe. Le tréteau a la particularité d'avoir trois arbres transversaux (au lieu des deux habituels) et donc six paires de d'appuis doublés.